# Arnshöchstädt
Arnshöchstädt ist ein Gemeindeteil des Marktes Dachsbach im Landkreis Neustadt an der Aisch-Bad Windsheim (Mittelfranken, Bayern). Arnshöchstädt liegt in der Gemarkung Traishöchstädt.

## Geographische Lage
Südlich des Dorfes gibt es eine Kette von Weihern, die vom Aschenbach gespeist werden, einem rechten Zufluss der Aisch. Unmittelbar nordöstlich des Ortes erhebt sich der Eulenbuckel (344 m ü. NHN). Im Norden liegen die Herzelweiher. 0,5 km nordwestlich beginnt das Waldgebiet Kalkofen, 0,5 km nordöstlich das Schmiedelholz, 0,5 km östlich das Lindenholz. Eine Gemeindeverbindungsstraße führt nach Traishöchstädt (1,6 km westlich) bzw. nach Rohensaas zur Kreisstraße NEA 1 (1,3 km nördlich).

## Geschichte
Der Ort wurde in einem Urbar der Burggrafschaft Nürnberg als „Arnoltzhofstet“ erwähnt. 1541 wurde der Ort „Arnhofstett“ genannt. Das Bestimmungswort des Ortsnamens ist der Personenname Arnold.
Gegen Ende des 18. Jahrhunderts gab es in Arnshöchstädt sieben Anwesen. Das Hochgericht und die Dorf- und Gemeindeherrschaft übte das brandenburg-bayreuthische Kasten- und Jurisdiktionsamt Dachsbach aus. Grundherren waren das Kasten- und Jurisdiktionsamt Dachsbach (4 Güter, 1 Haus, 1 Gemeindehäuslein) und das Rittergut Weisendorf (1 Gut).
Von 1797 bis 1810 unterstand der Ort dem Justizamt Dachsbach und Kammeramt Neustadt. Im Rahmen des Gemeindeedikts wurde Arnshöchstädt dem 1811 gebildeten Steuerdistrikt Kairlindach und der 1813 gebildeten Steuerdistrikt Birnbaum zugeordnet. Im gleichen Jahr wurde es der neu gebildeten Ruralgemeinde Traishöchstädt zugewiesen. Am 1. Januar 1972 wurde Arnshöchstädt im Zuge der Gebietsreform in Bayern nach Dachsbach eingemeindet.

## Einwohnerentwicklung
| Jahr      | 001824 | 001840 | 001861 | 001871 | 001885 | 001900 | 001925 | 001950 | 001961 | 001970 | 001987 | 002020 |
| Einwohner | 48     | 87     | 91     | 80     | 68     | 63     | 66     | 67     | 55     | 40     | 31     | 33     |
| Häuser    | 11     | 14     |        |        | 15     | 13     | 13     | 10     | 11     |        | 11     |        |
| Quelle    | [ 7 ]  | [ 10 ] | [ 11 ] | [ 12 ] | [ 13 ] | [ 14 ] | [ 15 ] | [ 16 ] | [ 17 ] | [ 18 ] | [ 19 ] | [ 1 ]  |

## Religion
Der Ort ist seit der Reformation evangelisch-lutherisch geprägt und bis heute nach St. Marien (Dachsbach) gepfarrt. Die Einwohner römisch-katholischer Konfession sind nach St. Josef (Weisendorf) gepfarrt.